# Leptospermum luehmannii
Leptospermum luehmannii är en myrtenväxtart som beskrevs av Frederick Manson Bailey. Leptospermum luehmannii ingår i släktet Leptospermum och familjen myrtenväxter. Inga underarter finns listade i Catalogue of Life.